# Б'юргольм
Б'юргольм (швед. Bjurholm) — містечко (tätort, міське поселення) у північній Швеції в лені  Вестерботтен. Адміністративний центр комуни  Б'юргольм.

## Географія
Містечко знаходиться у південно-східній частині лена  Вестерботтен за 520 км на північ від Стокгольма.

## Історія
Виникнення поселення датують XVI століттям. Його назва дослівно означала «бобровий острів».

## Герб міста
Герб ландскомуни Б'юргольм було прийнято 1951 року.
Сюжет герба: у синьому полі розширена золота хвиляста балка, на якій іде чорний бобер із червоними очима, язиком і пазурами.
Зображення бобра містилося на парафіяльній печатці з ХІХ ст. Давнє застаріле слово Bjur перекладається як «бобер». Тому цей знак є номінальним символом.
Після адміністративно-територіальної реформи, проведеної в Швеції на початку 1970-х років, муніципальні герби стали використовуватися лишень комунами. Цей герб був 1971 року перебраний для нової комуни Б'юргольм.

## Населення
Населення становить 1 030 мешканців (2018).

## Спорт
У поселенні базується футбольний клуб Б'юргольм ІФ.

## Галерея

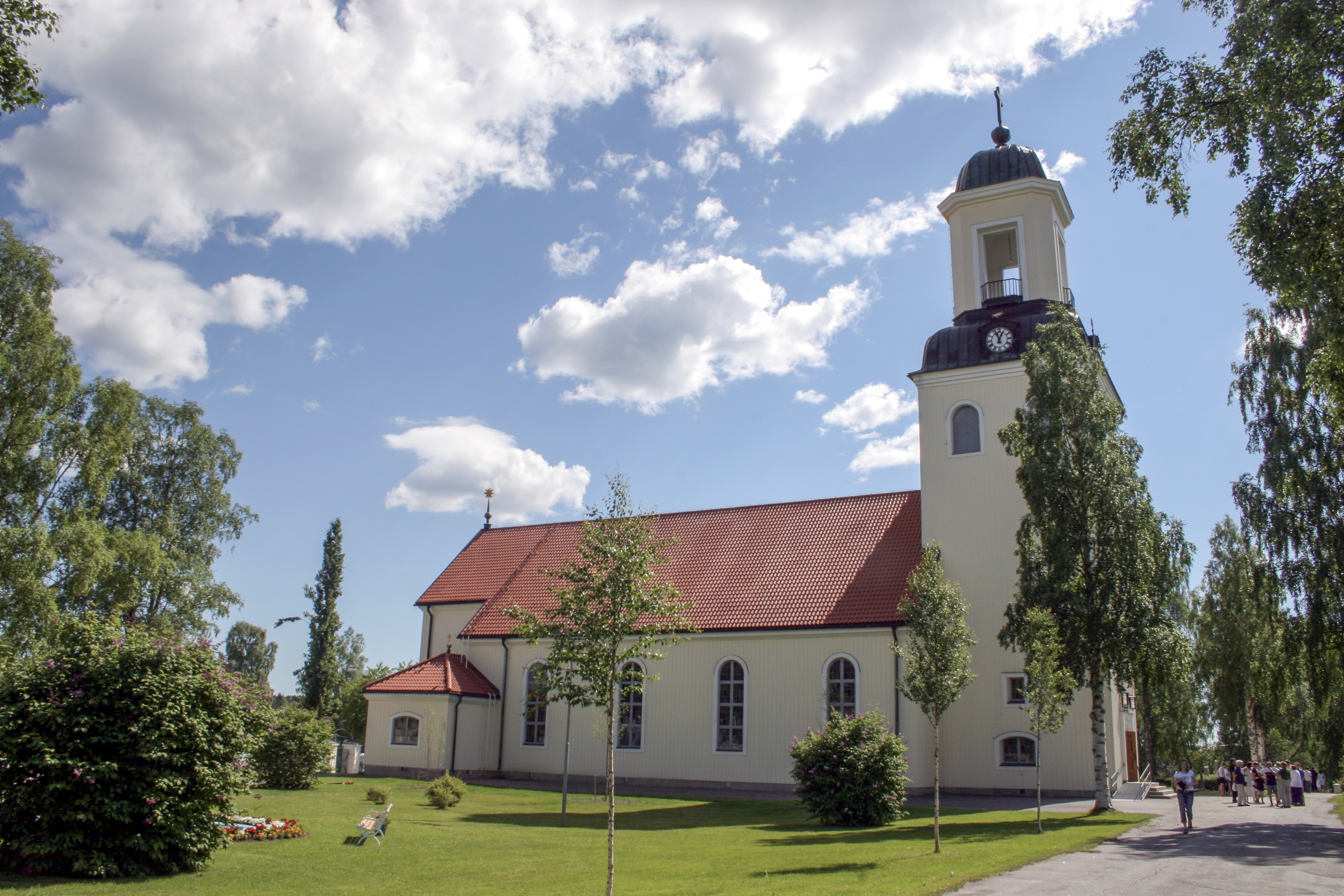
Церква

## Покликання
- Сайт комуни Нурдмалінг [Архівовано 22 січня 2013 у Wayback Machine.]